# Republica Ungară (1919–1920)
Republica Ungară a fost, din 1919 până în 1920, regimul politic oficial în vigoare în Ungaria.

## Istoric

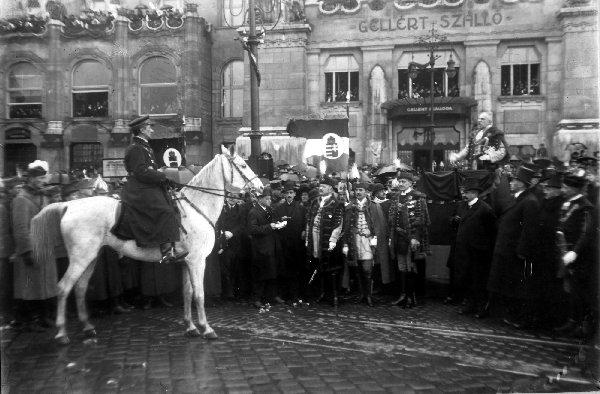
Intrarea amiralului Horthy în Budapesta la 16 noiembrie 1919.

La prăbușirea Republicii Sovietice Ungare la 1 august 1919, guvernul efemer al lui Gyula Peidl a restabilit numele de Republica Democrată Ungară / Republica Populară Ungară (în maghiară Magyar Népköztársaság). La 7 august, prințul Joseph-August s-a proclamat regent (maghiară kormányzó „guvernator”) și l-a numit Prim-ministru pe István Friedrich, care a redenumit statul în Republica Ungară (în maghiară Magyar Köztársaság). La 23 august, Joseph-August a trebuit să demisioneze sub presiunea Aliaților victorioși care nu voiau un Habsburg, și l-a susținut pe amiralul Miklós Horthy când acesta, devenit omul forte al țării, a intrat în Budapesta la 16 noiembrie 1919, apoi a fost ales regent la 1 martie 1920, inaugurând Regența.